# Šljivovac (Malo Crniće)
Pour les articles homonymes, voir Šljivovac.
Šljivovac (en serbe cyrillique : Шљивовац) est un village de Serbie situé dans la municipalité de Malo Crniće, district de Braničevo. Au recensement de 2011, il comptait 113 habitants.

## Démographie

### Évolution historique de la population
| 1948 | 1953 | 1961 | 1971 | 1981 | 1991 | 2002 | 2011 |
| ---- | ---- | ---- | ---- | ---- | ---- | ---- | ---- |
| 286  | 278  | 260  | 248  | 251  | 214  | 123  | 113  |

|  |